# Стоян Стоянов (учен)
Вижте пояснителната страница за други личности с името Стоян Витлянов Стоянов.
Проф. д-р Стоян Витлянов е български учен в областта на археологията, етнологията и стопанската история.

## Биография
Стоян Витлянов е роден на 3 февруари 1947 г. в село Марково, Шуменско. През 1973 г. завършва специалност „История“ във Великотърновски университет „Св. св. Кирил и Методий“. Работи в системата на Българска академия на науките до 1989 г., след което преминава на работа като доцент и професор по археология в Шуменския университет „Епископ Константин Преславски“. През 1993 г. специализира в университета „Йохан Волфганг Гьоте“ във Франкфурт на Майн, Германия.

## Професионална кариера
Заемани ръководни позиции в Шуменския университет:
- 1999 – 2001 г.: Ръководител на катедрата по история.
- 1997 – 2002 г.: Заместник-декан на Факултета по хуманитарни науки.
- 2003 – 2008 г.: Декан на Факултета по хуманитарни науки.